# Piedra Sola
Piedra Sola é uma localidade uruguaia  independente do departamento de Tacuarembó, na zona noroeste do departamento, e também parte do município de Tambores, no departamento de Paysandú. Está situada a 51 km da cidade de Tacuarembó, capital do departamento e 160 km da cidade de Paysandú, capital do departamento

## Toponímia
O nome da localidade vem de uma grande pedreira que forneceu material (Silhar) para a construção da estação de trem.

## População
Segundo o censo de 2011 a localidade contava com uma população de 210 habitantes.
| Variação demográfica do município entre 1963 e 2011 |
|                                                     |

## História
No início o local era parcamente povoado. Os primeiros estancieiros da região eram pessoas exiladas após o fim da República Rio-Grandense e do término da Guerra dos Farrapos. O general farroupilha Antônio de Sousa Neto ali possuía a "Estância La Gloria". Outra família de estancieiros, os Tafernaberru, lotearam o núcleo populacional. Em 1891 constrói-se a estação de trens e a escola em 1913.

## Geografia
Piedra Sola se situa próxima das seguintes localidades: ao norte, Tambores, a sul, Curtina, a oeste, Tiatucurá (departamento de Paysandú). .

## Autoridades
Parte da localidade é subordinada diretamente ao departamento de Tacuarembó, não sendo parte de nenhum município tacuaremboense.. A metade sanducera é subordinada ao município de Tambores.

## Religião
A localidade possui uma capela "Imaculada Conceição", subordinada à paróquia "São José Operário" (cidade de Achar), pertencente à Diocese de Tacuarembó

## Transporte
A localidade possui a seguinte rodovia:
- Acesso a Ruta 26 e a Ruta 05. [13][14]